# Aeroportul Internațional Midland
Aeroportul Internațional Midland (IATA: MAF, ICAO: KMAF, FAA LID: MAF) este un aeroport din Texas, Statele Unite ale Americii. Aeroportul a fost tranzitat în 2019 de 1.344.764 de pasageri.
Situat la o altitudine de 875 m, aeroportul dispune de 4 piste.

## Infrastructură

### Piste
Aeroportul dispune de 4 piste: 
- pista 04/22 din asfalt, cu dimensiunile 4.605 picioare × 75 picioare
- pista 10/28 din asfalt, cu dimensiunile 8.302 picioare × 150 picioare
- pista 16L/34R din asfalt, cu dimensiunile 4.247 picioare × 100 picioare
- pista 16R/34L din asfalt, cu dimensiunile 9.501 picioare × 150 picioare